# Horsens Station
Horsens Station er en dansk jernbanestation i Horsens i Østjylland. Stationen ligger på jernbanestrækningen fra Fredericia til Aarhus. Den åbnede i 1868 og flyttede til sin nuværende placering i 1929.

## Historie
Horsens Station åbnede den 4. oktober 1868 samtidig med indvielsen af jernbanestrækningen fra Fredericia til Aarhus. Stationen lå oprindeligt ½ km længere inde i byen, hvor Vitus Berings Plads nu ligger, men den blev i 1929 flyttet til sin nuværende placering ved Bygholm Å, der måtte omlægges. Med flytningen fik sporet knap så skarpe kurver, og stationen blev udvidet, så der blandt andet blev plads til de to privatbaner til Bryrup og Tørring. De var tidligere smalsporede og havde deres egen privatbanestation, men blev i 1929 ombygget til normalspor, og så kunne de med fordel optages på DSB-stationen. Desuden var Horsens Kommune interesseret i at udbygge byen på det gamle stationsområde og videre ud mod den nye station. Banen mod syd blev omlagt igen i 1970-erne for at forbedre kurveradierne endnu mere. 

## Arkitektur
Den oprindelige stationsbygning fra 1868 var tegnet af N.P.C. Holsøe og blev taget i brug sammen med indvielsen af jernbanestrækningen Fredericia-Århus. Den nuværende stationsbygning stammer fra flytningen i 1929 og er tegnet af K.T. Seest. 

## Privatbaner
Fra Horsens Station udgik tidligere en række nu nedlagte privatbaner:
- Horsens-Juelsminde Jernbane (1884-1957)
- Horsens-Tørring Banen (1891-1929), derefter Horsens Vestbaner (1929-62)
- Horsens-Bryrup Jernbane (1899-1929), derefter Horsens-Bryrup-Silkeborg Jernbane (1929-68)
- Horsens-Odder Jernbane (1904-67)

## Horsens Havnebane
Fra Horsens Station gik den 900 m lange havnebane til Horsens Havn, hvor den havde forbindelse med 2,3 km havnespor. Ved den officielle nedlæggelse i 2005 havde havnesporene og dermed også havnebanen været ude af drift i flere år.
Havnebanens tracé er bevaret, og skinnerne ligger stadig på det meste af strækningen.
- Havnesporene samles ved udkørslen fra Grønlandsvej
- Havnebanen krydser Niels Gyldingsgade
- Efter Sønderbrogade er skinnerne taget op på et stykke
- Ved stationen ligger skinnerne der endnu

- Wikimedia Commons har flere filer relateret til Horsens Havnebane